# Сталин, Василий Иосифович
Васи́лий Ио́сифович Ста́лин (в заключении 1953—1960 годов содержался под именем Василий Павлович Васильев, с 9 января 1962 — Джугашви́ли; 24 марта 1921, Москва, РСФСР, СССР — 19 марта 1962, Казань, ТАССР, СССР) — советский военный лётчик, генерал-лейтенант авиации (1949). Командующий ВВС Московского военного округа (1948—1952). Младший сын И. В. Сталина, сбивший от двух до пяти немецких самолётов

## Биография

### Детство
Родился 24 марта 1921 года в семье народного комиссара рабоче-крестьянской инспекции РСФСР и по делам национальностей РСФСР Иосифа Сталина и его второй жены — Надежды Аллилуевой.
У Василия была младшая сестра Светлана Аллилуева (1926—2011) и единокровный старший брат Яков Джугашвили (1907—1943), сын отца от первого брака. Воспитывался и учился вместе с приёмным сыном Сталина Артёмом Сергеевым. Учился, как и все дети партийной верхушки того времени, в 25-й образцовой школе города Москвы.
9 ноября 1932 года Надежда Аллилуева покончила жизнь самоубийством. После смерти жены Иосиф Сталин сменил свою кремлёвскую квартиру и перестал бывать на даче в Зубалове, где жили дети и родственники под присмотром своей кремлёвской экономки Каролины Васильевны Тиль. Надзор за Василием осуществлял начальник охраны Сталина генерал Николай Власик и его подчинённые.
С малых лет, оставшись без матери и не имея возможности воспитываться под постоянным наблюдением отца, я по сути дела рос и воспитывался в кругу мужчин (охраны), не отличавшихся нравственностью и воздержанностью.

Это наложило отпечаток на всю последующую мою жизнь и характер. Рано стал курить и пить…

### Довоенная служба
В ноябре 1938 года зачислен в Качинскую военную авиационную школу им. А. Мясникова, которую окончил в марте 1940 года. Со слов его преподавателей, Василий в учёбе себя отличником не проявлял. Занятия по теории Василий не любил, но на практике он оказался хорошим лётчиком. С марта 1940 года проходил службу в 16-м истребительном авиационном полку 57-й авиационной бригады ВВС Московского военного округа, младший лётчик. С сентября 1940 года обучался в Военно-воздушной академии РККА имени проф. Н. Е. Жуковского, в декабре того же года переведён на Липецкие авиационные курсы усовершенствования командиров эскадрилий. Окончил их в мае 1941 года.

### Великая Отечественная война
С мая 1941 года — инспектор-лётчик 2-го отдела Управления ВВС РККА. С сентября 1941 года — начальник инспекции Управления ВВС РККА. С первых дней Великой Отечественной войны просил отца отпустить его на фронт.

Его нельзя было держать в тылу. Человек он был активный, моторный, смелый. Летал прекрасно, на фронт рвался, и его место было, безусловно, там. Он тяготился своим тыловым положением и страдал от того, что люди думают, что он хорошо устроился за отцовской спиной.— Владимир Аллилуев. Хроника одной семьи: Аллилуевы, Сталин
На фронтах Великой Отечественной войны — с июля 1942 года: командир 1-й особой авиагруппы 8-й воздушной армии Сталинградского фронта. С 16 февраля по 26 мая 1943 года — командир 32-го гвардейского истребительного авиационного полка (аэродром Люберцы) 210-й истребительной авиационной дивизии, затем — на Северо-Западном фронте. Был ранен в ногу. Из воспоминаний Артёма Сергеева:
…Было у него три ордена Красного Знамени. Причём один из этих орденов был бесфамильным. Увидел его в воздухе командующий армией. Это было в 1941 году в Мценске. На аэродром Мценска налетели немецкие бомбардировщики. Василий туда полетел на незаряженном самолёте и вытолкал этих бомбардировщиков лбом, отогнал. Командующий армией сказал: «Вот этого лётчика я награждаю орденом Красного Знамени». Когда приземлился, выяснилась фамилия лётчика…
— Артём Сергеев, Екатерина Глушик. Беседы о Сталине.

 Однако информация об этом награждении в Объединённой базе данных МО РФ «Подвиг народа» отсутствует.
Василий Сталин полком командовал старательно, прислушивался к нам, более опытным лётчикам. Как командир полка он по своему усмотрению мог делать боевые вылеты в составе любой эскадрильи, но чаще всего почему-то летал в составе моей. В течение февраля — марта 1943 года мы сбили с десяток самолётов врага. С участием Василия — три. Причём надо отметить, что первым, как правило, атаковал их Василий, после этих атак самолёты теряли управление, и мы их потом добивали. По нашим лётным законам их можно было засчитывать Василию как сбитыми лично, но он их считал сбитыми в группе. Я однажды сказал ему об этом, но он махнул рукой и бросил коротко: «Не надо!»
— Герой Советского Союза С. Ф. Долгушин.
С 16 января 1944 года — инспектор-лётчик по технике пилотирования в 1-м гвардейском истребительном авиационном корпусе (3-я воздушная армия, 1-й Прибалтийский фронт). С 18 мая 1944 года, сменив генерал-майора авиации В. П. Ухова, становится командиром 3-й гвардейской истребительной авиационной дивизии в составе 1-го гвардейского истребительного авиационного корпуса генерал-лейтенанта Е. М. Белецкого.
Дивизия под его командованием принимает участие в боевых действиях по освобождению Минска, Вильно, Лиды, Гродно, Паневежиса, Шяуляя и Елгавы. Из наградного листа от 1 июля 1944 года, подписанного командиром 1-го гвардейского истребительного авиационного корпуса генерал-лейтенантом авиации Е. М. Белецким:
Дивизия на данном участке провела 22 воздушных боя, в которых лётчиками уничтожено 29 самолётов противника (свои потери 3 лётчика и 5 самолётов). Гвардии полковник В. И. Сталин обладает отличной техникой пилотирования, лётное дело любит. Летает на всех типах истребительной авиации. Лично участвует в боях. Тактически грамотен. Обладает хорошими командирскими качествами. Достоин правительственной награды — ордена Красного Знамени.
С 22 февраля 1945 года — командир 286-й истребительной авиационной дивизии 16-й воздушной армии 1-го Белорусского фронта. Дивизия под его командованием принимает участие в Берлинской наступательной операции. В наградном листе от 11 мая 1945 года, подписанного командиром 16-й воздушной армии генерал-полковником авиации С. И. Руденко, указано:
«За период проведения Берлинской наступательной операции частями дивизии под непосредственным руководством гвардии полковника В. И. Сталина проведено 949 боевых вылетов. Проведено 15 воздушных боёв, в ходе которых сбито 17 самолётов противника, причём в первый же день операции — 11, потерян лишь один экипаж. Лично товарищ Сталин за время участия на фронтах Великой Отечественной войны произвёл 26 боевых вылетов и сбил лично 2 самолёта противника. Достоин награждения орденом Суворова 2-й степени».
Во время войны несколько раз получал со стороны отца официальные взыскания по службе, понижался за различные провинности (например, он организовал рыбалку с применением авиационных реактивных снарядов, в итоге которой инженер по вооружению его полка погиб, а один из лучших лётчиков был ранен и навсегда потерял возможность летать) и повышался вновь.
Всего за время войны совершил 27 боевых вылетов; по данным приведённого выше наградного листа от 11 мая 1945 года, сбил 2 немецких самолёта. Эти же данные приведены в аттестации на В. И. Сталина, подписанной С. И. Руденко 20 июля 1945 года (так же в этом документе указано, что В. И. Сталин летает на самолётах По-2, УТ-1, УТ-2, И-15, И-5, И-153, Ли-2, И-4, МиГ-3, ЛаГГ-3, Як-1, Як-7 и Як-9, «Харрикейн», Ил-2, «Бостон-3», ДС-3, Ла-5, Ла-7 и имеет общий налёт в 3145 часов 45 минут). В литературе данные о победах В. И. Сталина противоречивые: по одним данным, сбил 5 самолётов противника, по другим только 3, по третьим 2 лично и 3 в группе. Был награждён двумя орденами Красного Знамени, орденами Суворова II степени и Александра Невского.

### Послевоенная служба
До 1946 года в должности командира 286-й истребительной авиационной дивизии. 1 марта 1946 года присвоено звание генерал-майора авиации. С 18 июля 1946 года — командир 1-го гвардейского истребительного авиационного корпуса в составе ГСОВГ (штаб авиакорпуса находился в Виттштоке). В 1946 году письмо В. И. Сталина на имя отца о недостатках в работе командования ВВС и руководства авиационной промышленности стало одним из поводов для фабрикации органами следствия так называемого авиационного дела. В июле 1947 года переведён в Москву на должность помощника по строевой части командующего ВВС Московского военного округа. 17 января 1948 года назначен командующим ВВС Московского военного округа. 11 мая 1949 года присвоено звание генерал-лейтенанта авиации. 18 февраля 1951 года избран депутатом Верховного Совета РСФСР.
В начале 1950-х годов по решению Моссовета в Ленинградском районе Москвы было начато строительство спортивного центра и гостиницы «Советская», где он и жил. Сейчас в память об этом апартаменты № 301 названы в его честь.

Известен как покровитель спорта, создатель футбольной, хоккейной и других команд ВВС МВО, куда переводились сильнейшие спортсмены из других команд (шуточные расшифровки команды ВВС: «Взяли всех спортсменов» или «Ватага Василия Сталина»). 
Командующий ВВС МВО организовывал и контролировал боевую учёбу, освоение авиационной техники, переучивание лётного и технического состава, проводил военные советы и инспекторские проверки, контролировал строительство, занимался устройством быта подчинённых. Много внимания уделял развитию физкультуры и сам был председателем Федерации конного спорта СССР. В 1949 году присвоено звание судьи всесоюзной категории по конному спорту. В том же году присвоено звание судьи всесоюзной категории по авто-мото- и велосипедному спорту.
Ветераны вспоминают, что именно он организовал строительство 500 финских домиков, в которых расселились семьи лётчиков и техников в 3 гарнизонах, ютившиеся до этого в бараках и казармах. Своим письменным приказом заставил офицеров ходить в вечерние школы с тем, чтобы у всех было 10-классное образование.
Василий Сталин «пробивает» новое здание для штаба ВВС МВО, до этого штаб не имел своего здания.
С должности снят и выведен в распоряжение Главкома ВВС в июле 1952 года, после того, как по окончании праздника Воздушного флота на аэродроме Тушино пришёл на правительственный приём пьяным и что-то грубое сказал в адрес главкома ВВС П. Ф. Жигарева. После этого Иосиф Сталин выгнал его из зала, а также припомнил ему, что 1 мая 1952 года, по окончании воздушного парада на Красной площади, при заходе на посадку из-за низкой облачности разбилось два новейших реактивных бомбардировщика Ил-28.
В августе 1952 года был зачислен слушателем Высшей военной академии имени К. Е. Ворошилова. Интереса к учёбе не проявлял, на занятия не ходил.

### После смерти И. В. Сталина
После смерти отца (5 марта 1953 года) Василий был вызван к министру обороны СССР Николаю Булганину и получил распоряжение уехать из Москвы командовать авиацией одного из округов. Василий Сталин приказу не подчинился. 26 марта 1953 года генерал-лейтенанта авиации В. И. Сталина увольняют в запас без права ношения военной формы.
Был арестован 28 апреля 1953 года и обвинён в клеветнических заявлениях, направленных на дискредитацию руководителей коммунистической партии. Кроме того, в ходе следствия его обвинили в злоупотреблении служебным положением, рукоприкладстве, интригах, в результате которых погибли люди. Следствие длилось два с половиной года, всё это время он был под стражей. Во время следствия Василий дал признательные показания по всем, даже самым нелепым пунктам обвинения. Василия Сталина приговорили к 8 годам тюрьмы за «антисоветскую пропаганду» (статья 58-10 УК) и злоупотребление служебным положением (статья 193-17 УК).
Содержался во Владимирском централе, где числился как «Василий Павлович Васильев». По собственной просьбе был назначен механиком на тюремный хозяйственный двор. Как вспоминал бывший дежурный по централу Александр Малинин, Сталин был хорошим токарем, план перевыполнял. Также вспоминали, что инструменты там трудно было достать, и по его просьбе жена привезла два неподъёмных чемодана с резцами, фрезами и другими приспособлениями для токарного станка.
В тюрьме тяжело заболел, фактически стал инвалидом.
Протестуя против необоснованного содержания под стражей, неоднократно писал письма Хрущёву, Ворошилову, Булганину и другим с просьбой разобраться в его деле. Письма были некстати — состоялся XX съезд КПСС, разоблачивший культ личности И. В. Сталина. Ответы на письма не получал.

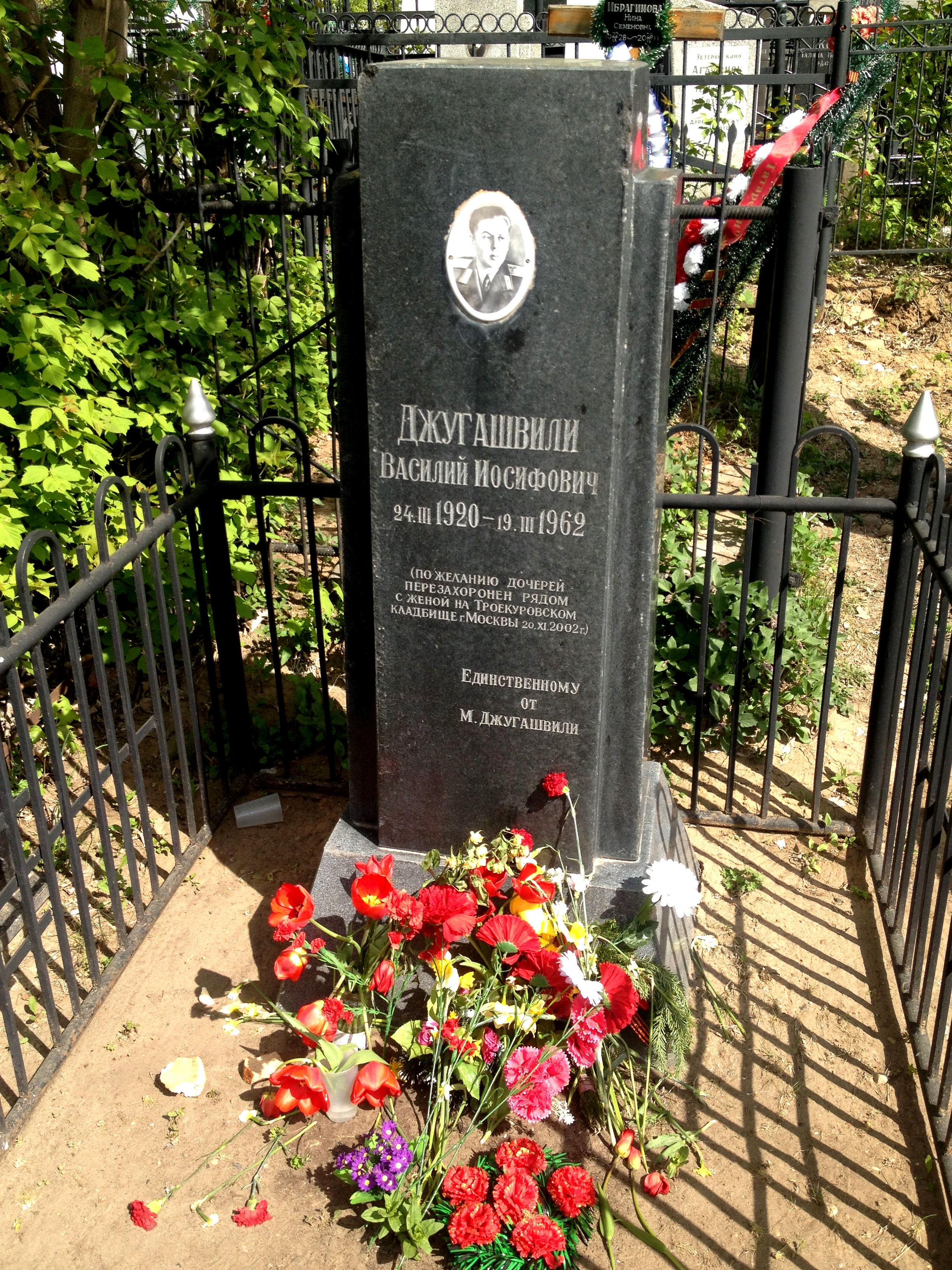
Могила (кенотаф) В. И. Джугашвили (Сталина) на Арском кладбище Казани

9 января 1960 года был досрочно освобождён из тюрьмы и вызван на приём к Н. С. Хрущёву. 21 января 1960 года приказом Министра обороны СССР был изменён приказ от 26 марта 1953 года, и теперь он «увольняется» в запас с правом ношения военной формы и пенсионным обеспечением. Ему выделяют трёхкомнатную квартиру в Москве, назначают пенсию, поднимают вопрос о возвращении изъятого при аресте личного имущества.
В интервью 1993 года бывший в 1960 году главой КГБ А. Шелепин утверждал, что Василий Сталин через несколько дней после освобождения, находясь в состоянии алкогольного опьянения за рулём автомобиля «Хорьх», сбил насмерть человека на Арбате, после чего Шелепин с Хрущёвым приняли решение положить его на лечение в больницу. Но по утверждению хорошо знавшего В. Сталина и на фронте и после войны генерала А. Е. Боровых, Василий попал в аварию с автомобилем иностранного посольства, причём устроил на месте аварии крупный скандал с дипломатом.
16 апреля 1960 года Василий Сталин вновь арестован КГБ «за продолжение антисоветской деятельности». Это выразилось в посещении им посольства КНР, где он якобы сделал «клеветническое заявление антисоветского характера». Был возвращён в места лишения свободы «для отбытия оставшейся части наказания». Целый год он находился в Лефортовской тюрьме.
28 апреля 1961 года был освобождён из тюрьмы в связи с отбытием срока наказания. Однако согласно постановлению Президиума Верховного Совета СССР от 25 апреля 1961 года, он был сослан сроком на 5 лет в закрытый для посещения иностранными гражданами город Казань. Ему запретили жить в Москве и Грузии. Руководство КГБ требовало, чтобы он отказался от фамилии «Сталин», от чего Василий категорически отказывался, в результате почти год он не имел паспорта, не мог устроиться на работу. Только ради того, чтобы зарегистрировать брак с М. И. Шевергиной (и, вероятно, под её влиянием) Василий согласился на смену фамилии и 9 января 1962 года он получил паспорт с фамилией «Джугашвили».
В Казани он проживал по адресу улица Гагарина, дом 105, квартира 82.

### Смерть
Василий Иосифович Сталин (Джугашвили) скончался 19 марта 1962 года. По заключению врачей — от отравления алкоголем (при этом в 1998 году Капитолина Васильева, его третья жена, присутствовавшая на его похоронах, поставила под сомнение версию отравления алкоголем и сказала, что вскрытия не было). Писатель и драматург Эдвард Радзинский не исключал возможность насильственной смерти.
21 марта 1962 года Василий Сталин был похоронен на Арском кладбище в Казани.
30 сентября 1999 года, изучив судебные и следственные материалы, по ходатайству Главной военной прокуратуры Военная коллегия Верховного суда Российской Федерации отменила приговор 1955 года и сняла с Василия Сталина все политические обвинения. В силе был оставлен только приговор по статьям «превышение служебных полномочий» и «халатность, повлёкшая тяжкие последствия», назначен срок наказания в 4 года лишения свободы, при этом он получил статус освобождённого по амнистии.
20 ноября 2002 года останки Василия были перезахоронены на Троекуровском кладбище в Москве (13 участок), в одной могиле с его последней женой Марией Игнатьевной.

## Воинские звания
В марте 1940 года по окончании военного училища получил воинское звание «лейтенант».
В декабре 1941 года ему присвоено звание «майор» (сведений о том, как и когда он получал звания «старший лейтенант» и «капитан», не имеется, как не имеется и сведений о том, получал ли он их вообще, или был произведён сразу из лейтенантов в майоры).
19 февраля 1942 года (через три месяца после получения звания «майор») ему в возрасте 21 года присвоено звание полковника (минуя звание подполковника).
1 марта 1946 года, за три недели до 25-летия, присвоено звание генерал-майора авиации.
11 мая 1949 года присвоено звание генерал-лейтенанта авиации.
Хотя Василий Сталин стал одним из самых молодых генералов Советской армии, дважды Герой Советского Союза Виталий Попков впоследствии вспоминал: «Отец был с ним строг, только на 12-й раз подписал приказ о присвоении сыну генеральского звания, сам дописал его в конце списка. До этого всегда вычёркивал».

## Награды

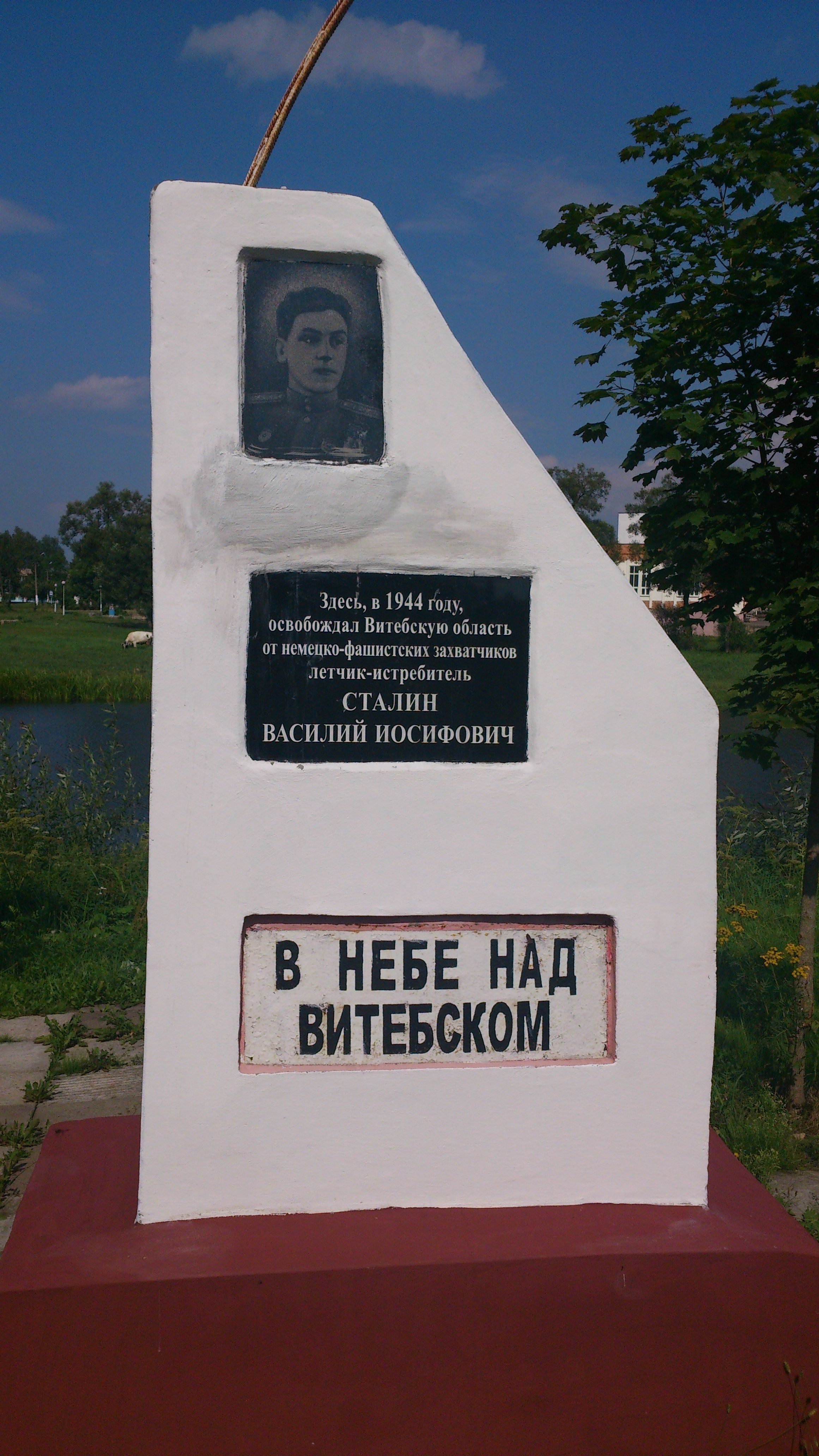
Памятный знак лётчику-истребителю В. И. Сталину в агрогородке Копти под Витебском

### СССР
- Три ордена Красного Знамени (20.06.1942, 02.07.1944[26], 22.06.1948)
- Орден Суворова II степени (29.05.1945)[27]
- Орден Александра Невского (11.03.1943)[28]
- Медаль «За боевые заслуги» (1948 — за 10 лет службы)[29].
- Медаль «За оборону Москвы»
- Медаль «За оборону Сталинграда»
- Медаль «За Победу над Германией в Великой Отечественной войне 1941—1945 гг.»
- Медаль «За взятие Берлина»[30]
- Медаль «За освобождение Варшавы»
- Медаль «30 лет Советской Армии и Флота»
- Медаль «В память 800-летия Москвы»

### Иностранные награды
- Орден «Крест Грюнвальда» (ПНР, 1945)
- Медаль «За Одру, Нису и Балтику» (ПНР, 1945)
- Медаль «За Варшаву 1939—1945» (ПНР, 1945)

### Приказы (благодарности) ВГК[31]
- За овладение городом Лида — крупным железнодорожным узлом и важным опорным пунктом обороны немцев на гродненском направлении. 9 июля 1944 года № 133
- За овладение городом Елгава (Митава) — основным узлом коммуникаций, связывающим Прибалтику с Восточной Пруссией. 31 июля 1944 года № 159
- За овладение важными опорными пунктами обороны немцев Тельшяй, Плунгяны, Мажейкяй, Тришкяй, Тиркшляй, Седа, Ворни, Кельмы (северо-западнее и юго-западнее города Шяуляй) 8 октября 1944 года № 193
- За овладение городами Франкфурт-на-Одере, Вандлиц, Ораниенбург, Биркенвердер, Хеннигсдорф, Панков, Фридрихсфельде, Карлсхорст, Кепеник и за бои в столице Германии Берлине. 23 апреля 1945 года № 339
- За овладение столицей Германии городом Берлин — центром немецкого империализма и очагом немецкой агрессии. 2 мая 1945 года. № 359

## Отзывы современников
Я всё более убеждался, что из Василия Сталина, несмотря на его сумбурное поведение, получился бы неплохой командир, если бы он проходил по служебной лестнице нормально, а не прыгал так, как он прыгнул от майора до полковника, минуя ступень подполковника, и от рядового, по существу, лётчика сразу до главного инспектора Военно-воздушных сил Красной армии… Но это не его вина.— Подольский А. И. Встречи с Василием Сталиным. // Военно-исторический журнал. — 2008. — № 9. — С.70-75.

## Личная жизнь
Василий Сталин был фактически женат 4 раза, имел четверых собственных детей, не считая усыновлённых детей его жён от прежних браков.
- Первая жена — Галина Александровна Бурдонская (1921—1990), дочь инженера кремлёвского гаража (по другим данным — чекиста), праправнучка пленного наполеоновского офицера. Брак был зарегистрирован в 1940 году, продлился до 1944 года, но развод так и не был официально оформлен.[неавторитетный источник]
  - Сын — Александр Бурдонский (1941—2017), театральный режиссёр, Народный артист России.
  - Дочь — Надежда Сталина (1943—1999). Училась в школе-студии МХАТ у Олега Ефремова. Отчислена «за профнепригодность». По её словам, истинной причиной была политическая осторожность ректора Вениамина Радомысленского. Жила в Грузии (Гори), затем в Москве. Была замужем (с 1966 года) за Александром Александровичем Фадеевым (1936—1993), актёром МХАТ, приёмным сыном известного советского писателя, секретаря СП СССР Александра Фадеева.
    - Внучка — Анастасия Сталина (род. 1977)[32].

- Вторая жена — Екатерина Семёновна Тимошенко (21.12.1923 — 12.06.1988), дочь Маршала Советского Союза Семёна Тимошенко, брак продлился с 1946 по 1949 годы.
  - Дочь — Светлана (05.07.1947 — 16.01.1990).
  - Сын — Василий Сталин (30.09.1949 — 12.11.1972). Покончил жизнь самоубийством, находясь в наркотическом опьянении[35].
- Третья жена — Капитолина Георгиевна Васильева (1918—2006[20][36]), спортсменка, чемпионка СССР по плаванию. Брак продлился с 1949 по 1953 год[37]. Дочь Капитолины от первого брака Лина Васильева удочерена Василием Сталиным, в связи с чем носит фамилию Джугашвили[38].
- Четвёртая жена — Мария Игнатьевна Нусберг (урождённая Шевергина) (1930—2002), медсестра. Брак зарегистрирован 11 января 1962 года[18]. После замужества взяла фамилию Джугашвили. Дочери Марии от первого брака Людмила и Татьяна удочерены Василием Сталиным; выйдя замуж, сохранили фамилию Джугашвили.

## Киновоплощения
- 1983 — «Красный монарх», в роли Василия Сталина — Дэвид Трелфолл
- 1991 — «Мой лучший друг — генерал Василий, сын Иосифа», в роли Василия Сталина — актёр Владимир Стеклов.
- 1992 — «Сталин», в роли Станислав Стрелков.
- 2004 — «Московская сага», в роли Сергей Безруков.
- 2004 — «Воры и проститутки. Приз — полёт в космос», в роли Евгений Крайнов.
- 2005 — «Александровский сад», в роли Андрей Гусев.
- 2005 — «Звезда эпохи», в роли Илья Древнов.
- 2006 — «Сталин. Live», в роли Павел Ващилин
- 2008 — «Охота на Берию», в роли Андрей Гусев.
- 2009 — «Вольф Мессинг: видевший сквозь время», в роли Георгий Тесля-Герасимов.
- 2012 — «Хоккейные игры», в роли Александр Печенин.
- 2012 — «МУР», в роли Андрей Гусев.
- 2013 — «Сын отца народов», в роли Гела Месхи.
- 2014 — «Тальянка», в роли Павел Деревянко.
- 2015 — «Власик. Тень Сталина», в роли Егор Клинаев (в детстве), Павел Ващилин.
- 2017 — «Смерть Сталина», в роли Руперт Френд.
- 2018 — «Светлана», в роли Сергей Колос.

## Документальные фильмы
- «Кремлёвские похороны. Василий Сталин»
- «Василий Сталин. Взлёт»
- «Василий Сталин. Падение»

## Мемуары
- Василий Сталин. «От отца не отрекаюсь!». Запрещённые мемуары сына Вождя. — М.: Яуза-пресс, 2016. — 240 с. — 2000 экз. — ISBN 978-5-9955-0847-2.